# 온목동맥
온목동맥(common carotid artery) 또는 총경동맥(總頸動脈)은 해부학에서 머리와 목에 산소가 있는 피를 공급하는 동맥이다. 온목동맥은 목에서 바깥목동맥과 속목동맥으로 나누어진다.

## 구조
온목동맥은 우리 몸에 왼쪽과 오른쪽에 모두 존재한다.  이 동맥들은 서로 다른 동맥으로부터 왔지만 대칭적인 방향을 따라 주행한다. 목 부위의 오른쪽 온목동맥은 팔머리동맥으로부터 오고, 왼쪽 온목동맥은 흉부에 있는 대동맥활로부터 온다.

## 추가 이미지

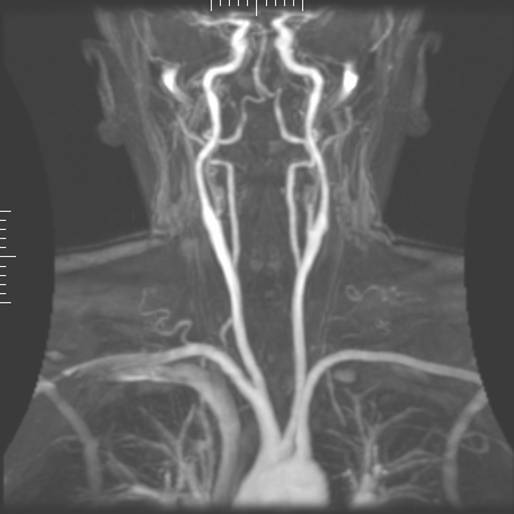
자기공명혈관조영술
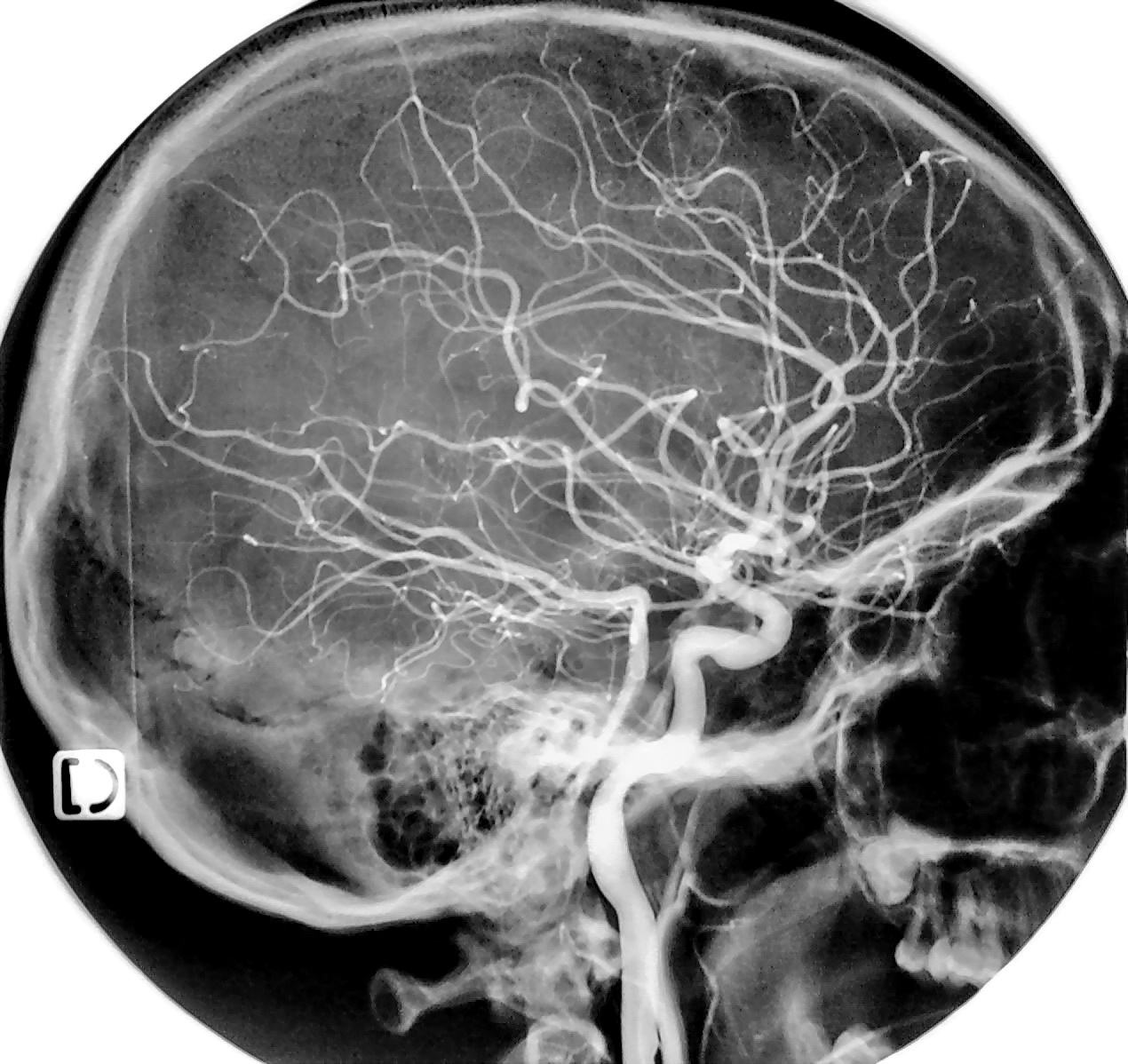
정상적인 목동맥의 조영술
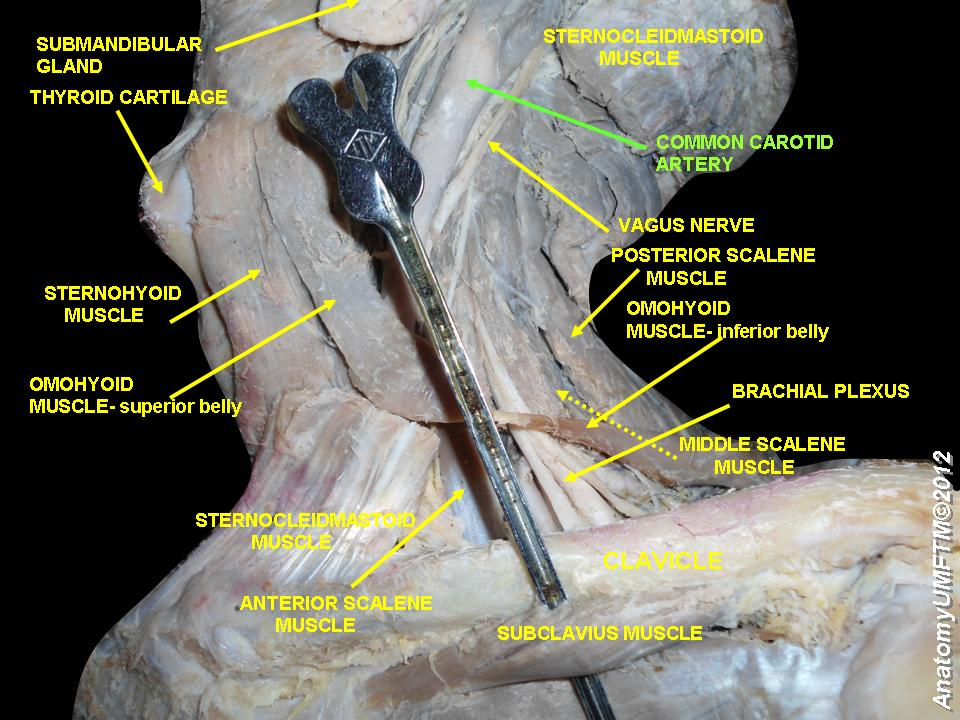
온목동맥
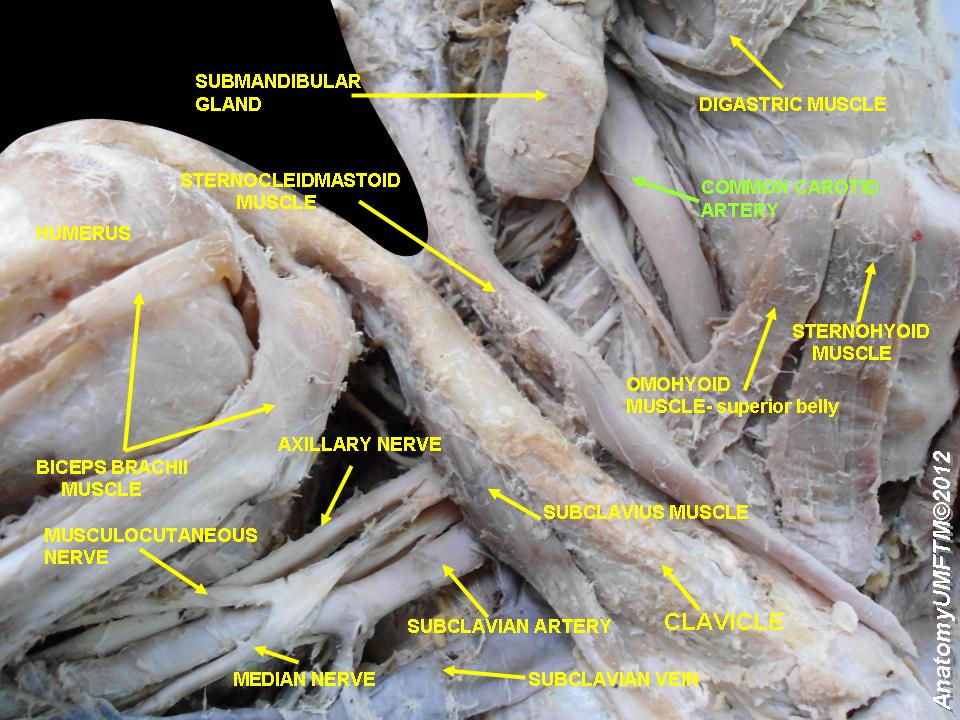
오른쪽 온목동맥
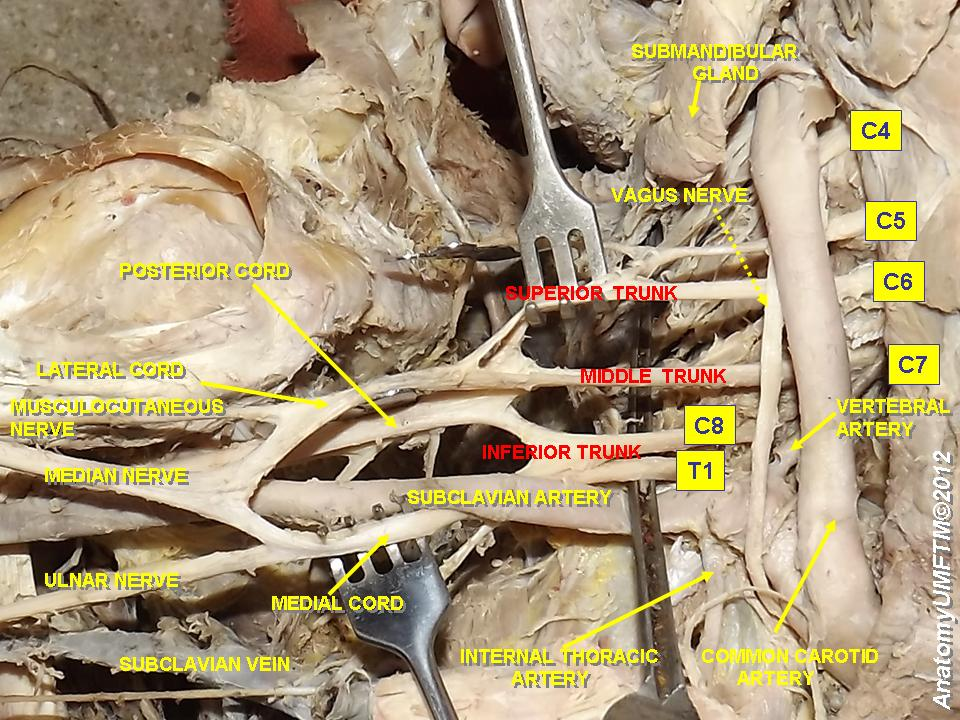
팔신경얼기와 온목동맥
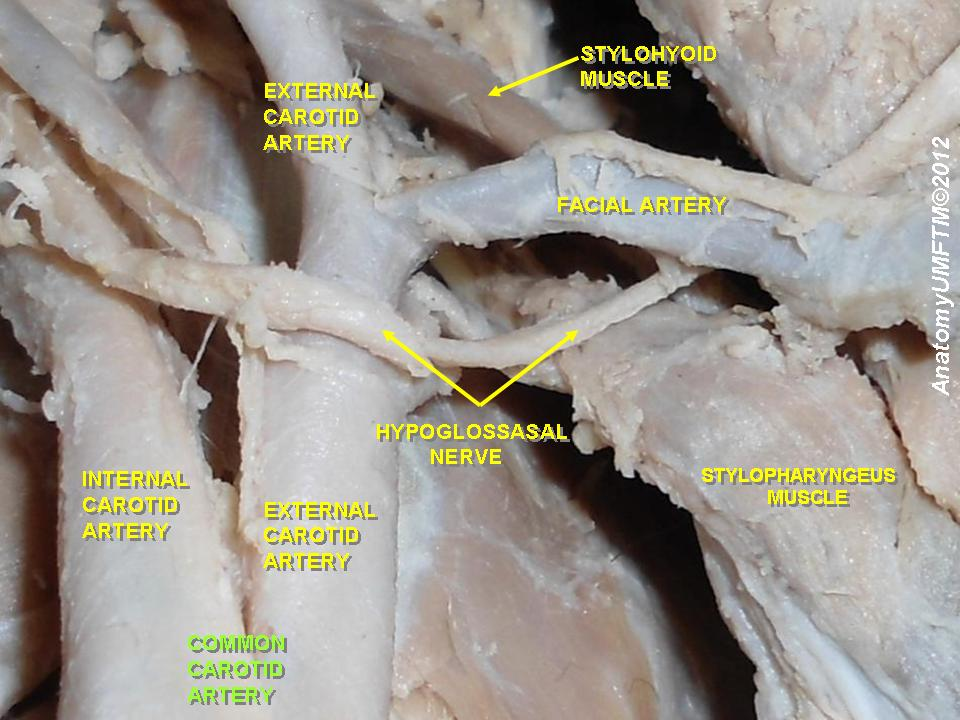
온목동맥
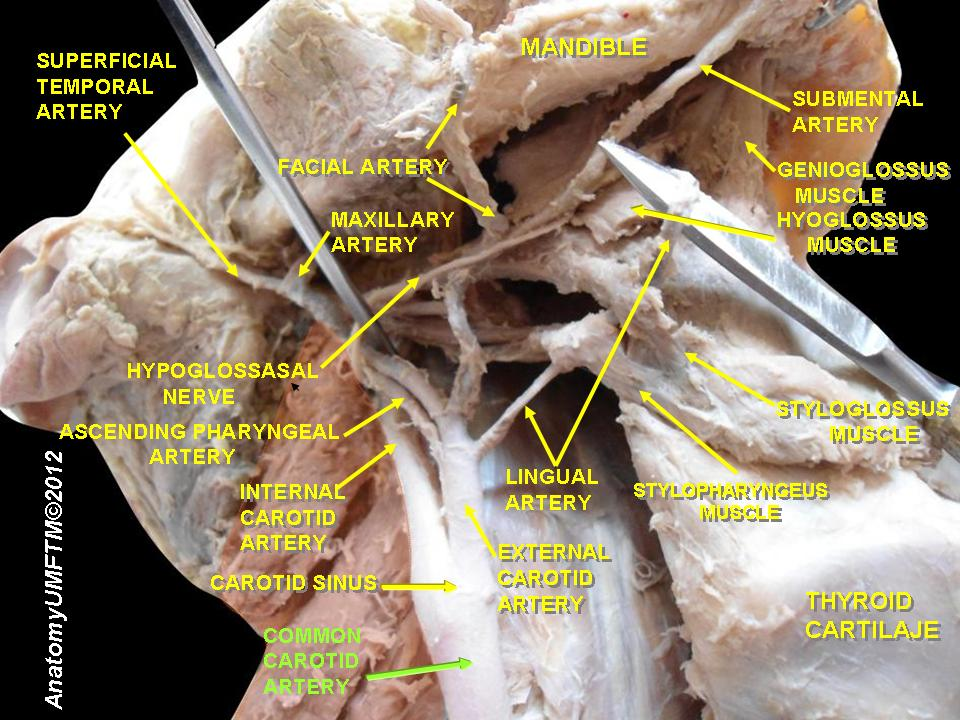
온목동맥
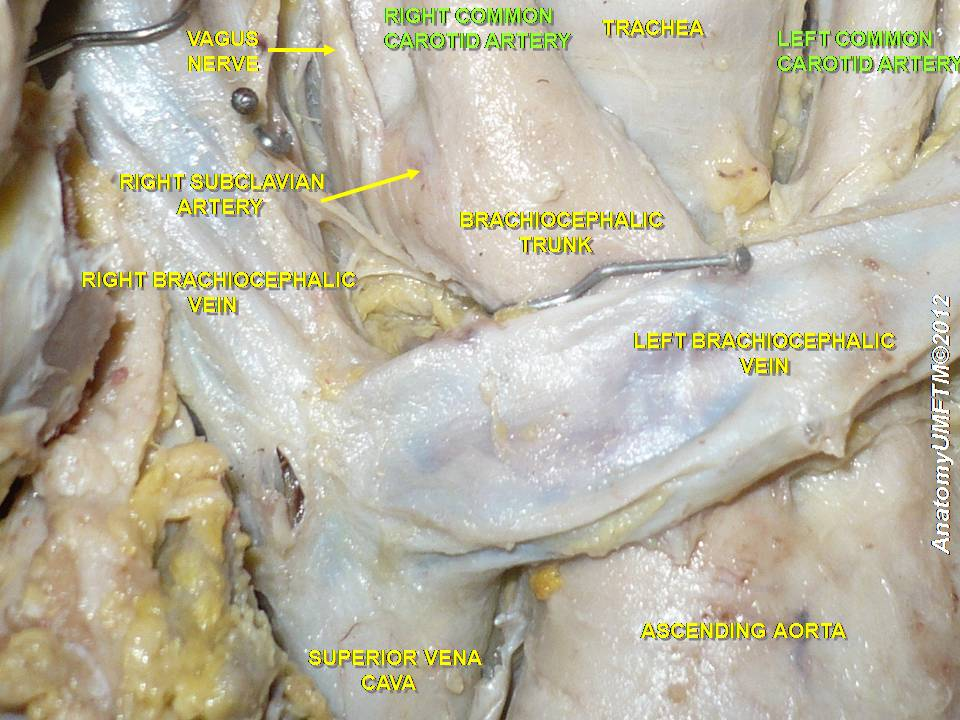
양쪽 온목동맥

## 같이 보기
- 두경부 해부학
- 목혈관신경집